# لیدیا یوسوپووا
لیدیا یوسوپووا (انگلیسی: Lidia Yusupova؛ زادهٔ ۱۵ سپتامبر ۱۹۶۱) فعال حقوق بشر، و وکیل اهل اتحاد جماهیر شوروی است. پیش از این، یوسوپووا رئیس دفتر یادبود در گروزنی بود. در حال حاضر، یوسوپووا مشغول گذراندن یک بورسیه تحصیلی دو ساله حقوق است.

## زندگی‌نامه
یوسوپووا در چچن متولد شد پدرش روس و مادرش اهل شهر گروزنی است. او در دانشگاه قره‌چای و چرکس ادبیات روسی را فراگرفت. بعدها در دانشگاه چچن در شهر گروزنی به تحصیل حقوق پرداخت و به عنوان استاد حقوق کار آکادمیک کرد. طی جنگ نخست چچن، او شاهد تراژدی جنگ بود و نسبت به از دست رفتن چندین تن از دوستان، همسایگان، همکاران و اعضای خانواده در رنج به سر برد. در سال ۲۰۰۰، هنگام جنگ دوم چچن، تصمیم گرفت زندگی خود را وقف حقوق بشر کند، و از تخصص حقوقی و تجربه شخصی خود در طول هر دو جنگ برای کمک به دیگران استفاده برد. در بین درگیری‌های خونین اسناد و دلائل شهادت قربانیان حقوق بشر را جمع‌آوری کرده، و با ایجاد پرونده‌های قربانیان نیروهای انتظامی و نهادهای دولتی را تحت فشار قرار داد. او نه تنها تا حد امکان، قربانیان را با کمک حقوقی تأمین می‌کند، بلکه بقیه جهان را در مورد نقض حقوق بشری، که توسط قوای مسلح فدراسیون روسیه به مردم چچن اعمال می‌شود آگاه می‌سازد.

## افتخارات
یوسوپووا توسط خدمات خبر به عنوان «شجاع‌ترین زنان اروپا» توصیف شد و نمایندگان عفو بین‌الملل او را «یکی از شجاع‌ترین زنان اروپا» معرفی کرده‌اند.هم یوسوپووا و هم سازمان او برای جایزه صلح نوبل نامزد شده‌اند. یوسوپووا در سال ۲۰۰۴ جایزه مارتین انالز و سال ۲۰۰۵ جایزه یادبود تورلف رافتو را دریافت کرد. فدراسیون جهانی جامعه‌های حقوق بشر گزارش داد که یوسوپووا در ۱۲ اکتبر ۲۰۰۶ به خاطر فعالیتهای خود تهدید به مرگ شد.